# António Maria Baptista
António Maria Baptista GCTE • COMA (Beja, 5 de enero de 1866 - Lisboa, 6 de junio de 1920) fue un político y militar portugués que se distinguió en las campañas coloniales y llegó a ser primer ministro de Portugal en 1920, cargo en el que falleció.

## Biografía
António Baptista realiza la carrera militar y combate en las campañas de África, donde como teniente del Ejército participa en las campañas de ocupación de Mozambique y en la captura de Gungunhana.
Después 1910 empezó a militar en el Partido Democrático. Es ascendido a coronel en 1917 y también se distinguió en la Primera Guerra Mundial.
En el primer gobierno de Domingos Pereira, en 1919 ejerce el cargo de ministro de la Guerra. En ese cargo, tuvo un importante papel en la derrota de los intentos de restauración monárquica, en el periodo de la Monarquía del Norte y en la represión de las huelgas de inspiración anarcosindicalista. El 15 de febrero de ese año fue nombrado comendador de la Orden Militar de Avis.
El año siguiente fue el encargado de formar gobierno, después de algunas divergencias en el Partido Democrático y durante una huelga de funcionarios, asumiendo el cargo el 8 de marzo de 1920.
El 3 de junio de 1920 le fue impuesta la gran cruz de la Orden Militar de la Torre y Espada, del Valor, Lealtad y Mérito. Gobernó en un periodo de gran inestabilidad social y política y falleció en el ejercicio del cargo, el 6 de junio de 1920, en pleno consejo de ministros, víctima de una apoplejía, tras recibir una carta insultante. Fue ascendido a general a título póstumo.